# Pero derga
Pero derga är en fjärilsart som beskrevs av Robert W. Poole 1987. Pero derga ingår i släktet Pero och familjen mätare. Inga underarter finns listade i Catalogue of Life.